# Reidar Haaland
Reidar Haaland, född 21 februari 1919 i Stavanger, död 17 augusti 1945, var den förste norrmannen som avrättades i landssvikoppgjøret efter andra världskriget. 
Haaland tjänstgjorde i Statspolitiet och stred på Tysklands sida. Han var också medlem av Nasjonal Samling. Den 9 augusti 1945 blev han den förste norrmanen som dömdes till döden under landssvikoppgjøret, och den 17 augusti avrättades han på Akershus fästning i Oslo.
Se rättsfallet Rt. (Retstidende) 1945 s. 13.